# 兩足直立
關於人類兩足直立有著許多理論來解釋原因    以下列舉幾種學術上常見的理論

## 節省能量
羅德曼與麥克亨利在他們的論文中提到 ，將黑猩猩四足行走和人類兩腳行走比較能源消耗，發現黑猩猩多消耗了百分之50的能量。因此認為人類兩腳行走是較有效率的。
他們在論文中宣稱:兩足行走為中新世時代的人科動物祖先帶來了能量使用上的一大助益。

## 守望行為
科學家在觀察到狐蒙直立於草原上警戒敵人的行為，便提出人類祖先可能也是因為警戒敵人和追捕獵物的需求而直立。

## 攜帶行為
有些學者認為兩足行走的發展是為了解放雙手，使其不再負責移動的任務，而是用來攜帶物品。  
洛佛喬伊認為人類採取兩足行走是之所以發展出一夫一妻制，是因為人類嬰兒漫長的依賴期，使雄性必須協助扶養幼兒，因此推論人類祖先採取兩足行走是為了攜帶食物回家給伴侶食用。 
辛克萊和瑪麗．李基提出兩足行走可能是一種策略，為的是攜帶幼仔遷徙。

## 散熱效應
惠勒認為兩足行走是為了在乾草原上保持涼爽 ，兩足行走可以將陽光照射面積降到最小，大幅降低曝曬帶來的負荷。
他將一天中不同時段的體溫調節效果量化，並以圖表和照相模型表示出來。
其中一項支持的證據則是比較地面上風速和露西頭部高度的風速，藉此計算出微風可促進對流散熱和皮膚表面的揮發散熱

## 進食需求
藍翰提出一個理論 ，假設人類祖先食用的是來自樹叢上的小漿果，他們必須站立起來採取食物，如果樹叢過於濃密，他們可能直接用兩腳在樹叢間行走而不是用四腿。
杭特的田野調查能夠作為佐證 ，在七百小時觀察黑猩猩的時數當中，出現兩腳直立有超過百分之八十是因為站在地上進食，或是在樹叢裡覓食。

## 涉水行走
哈帝爵士認為人類祖先是在水中學會兩腳站立後再回到陸地上。
詳情可見水猿假說